# Bian Tongda
Det här är en artikel om en person med kinesiskt personnamn; Bian är familjenamnet.
Bian Tongda (kinesiska: 边通达), född 1 april 1991, är en kinesisk gångare.

## Karriär
Vid olympiska sommarspelen 2020 i Tokyo slutade Bian på sjunde plats på 50 kilometer gång.